# 郭大寨彝族白族乡
郭大寨彝族白族乡是中华人民共和国云南省临沧市凤庆县下辖的一个民族乡。

## 行政区划
郭大寨彝族白族乡下辖以下村级行政区划单位：
大立色村、琼英村、卡思村、松林村、平掌村、邦贵村、文德村、团山村、干马村、罗家寨村和郭大寨村。